# Luciano Leocata
Luciano Leocata (25 de septiembre de 1915, Buenos Aires, Argentina - Ibídem; 5 de junio de 2012) fue un bandoneonista, director y compositor argentino de tango famoso por sus canciones junto al poeta Abel Aznar durante la década de 1950. A lo largo de su carrera, ha participado en las orquestas típicas de personalidades tales como José Tinelli, Héctor Pacheco, Florindo Sassone y Alberto Castillo, entre otras. Entre sus composiciones más destacables, figuran los éxitos Y todavía te quiero, Y mientes todavía, Y volvemos a querernos y Y no te voy a llorar.

## Reseña biográfica
Aprendió a tocar el bandoneón durante su adolescencia de la mano del profesor José Lopresti, con quien estudió un año y medio para luego comenzar a tocar en el barrio con la orquesta de Juan Pedro Castillo. Así, llegó a los oídos de José Tinelli, con quien alcanzó un gran éxito que le permitió incursionar en el teatro (entre 1934 y 1935, primero en el Apolo y luego en 1936 en el San Martín). Contrajo matrimonio con Aída Emma Gagliardino el 16 de enero de 1943, con la cual tuvo dos hijas. Luego del éxito con Tinelli, se incorporó a la orquesta de Florindo Sassone, en la que contribuyó con su música por más de quince años y realizó diversas giras por el país. En 1948 presentó “Y volvemos a querernos” en Radio El Mundo, con el cantor Jorge Casal; fue un éxito tan grande, que también decidió grabarlo Osvaldo Pugliese. A partir de ese momento, comenzó a realizar una seguidilla de composiciones junto al poeta Abel Aznar, con quien registró “Y mientes todavía”, “Y no te voy a llorar”, “Y todavía te quiero”, “Y te tengo que esperar”, “Y todo es mentira”. Entre los años 1944 y 1954, formó parte de la notable orquesta de Alberto Castillo. Luego, el solista Héctor Pacheco lo convocó para que lo acompañe en lo que serían cuatro años de recorrer emisoras y salones de baile. A partir de ese momento, Leocata decidió formar su propia orquesta. En 1959, debutó con su formación en Radio Belgrano, donde permaneció seis años consecutivos. En sus últimos años se desempeñó como de director del Museo de SADAIC.